# Conus frausseni
Conus frausseni é uma espécie de gastrópode do gênero Conus, pertencente à família Conidae.